# Pavel Zahradníček
Pavel Zahradníček (* 28. března 1966, Brno) je český katolický kněz, člen kongregace řádu oblátů (2010–2015), publicista, biblista, iniciátor křesťanské internetové televize TV-MIS a tiskového apoštolátu A. M. I. M. S. a šéfredaktor katolického časopisu Milujte se!

## Životopis
Narodil se 28. března 1966 v Brně. Studoval teologii na Cyrilometodějské bohoslovecké fakultě Praha se sídlem v Litoměřicích (1985–88) a po návratu z vojenské služby (1988–90) dokončil studium teologie na Cyrilometodějské teologické fakultě Univerzity Palackého v Olomouci (1990–92). Na téže fakultě absolvoval i postgraduální studium v letech 1997–2004 pod vedením Prof. Ladislava Tichého, Th.D. V roce 2003 dosáhl licenciátu a v roce 2004 doktorátu v oboru biblická teologie se specializací na Nový zákon.
V roce 1992 byl vysvěcen na katolického jáhna a na kněze. V letech 1992–96 působil nejprve jako kaplan a potom jako duchovní správce ve farnosti Bystřice nad Pernštejnem. V letech 1996–98 byl moderátorem nově vzniklého farního týmu (FATYMu) ve Vranově nad Dyjí a v letech 1998–2007 byl moderátorem FATYMu Přímětice-Bítov. Rok 2009 prožil v noviciátu kongregace Misionářů oblátů Panny Marie Neposkvrněné v německém Hünfeldu, ve které 14. 2. 2010 složil časné řeholní sliby. Obnovoval je až do roku 2015. V letech 2010–2012 působil v duchovní správě v Plzeňské diecézi ve farních obvodech Plasy a Manětín, v letech 2012–2015 byl duchovním správcem poutního místa Klokoty, farnosti Tábor-Klokoty a farnosti Dražice. Od 1. srpna 2015 je farářem v Dubňanech v Brněnské diecézi.

## Činnost
Věnuje se biblickému vzdělávání při různých příležitostech a na různých úrovních. Přednášel biblistiku na katechetickém kurzu ve Žďáře nad Sázavou a Znojmě, také na biblickém kurzu v Brně a na teologickém kurzu (předmět biblistika) v Brně. Vedl popularizační cykly přednášek o bibli při lidových misiích pořádaných FATYMem, které se uskutečnily na řadě míst – mimo jiné ve Velkém Meziříčí, Kroměříži, Hustopečích, Velké Bíteši, Radešínské Svratce…
Podílel se na založení a je koordinátorem A. M. I. M. S. (název tvoří zkratkové slovo z latinského Apostolatus Mariae Immaculatae Matris Spei). Tento tiskový apoštolát byl do roku 2003 označovaný jako Tiskový apoštolát FATYMu. Jeho cílem je vydávání a tisk publikací, které jsou pak šířeny za minimální příspěvek na tisk nebo zdarma. Tiskový apoštolát A. M. I. M. S. usiluje o to srozumitelným způsobem podávat křesťanství a jeho hodnoty.
Je také zakladatelem a koordinátorem křesťanské internetové televize TV-MIS, která vysílá od podzimu roku 2005.
V letech 2007–2008 byl a od roku 2010 znovu je šéfredaktorem české verze časopisu Milujte se! – jde o katolický časopis orientovaný zejména na mládež a zaměřený na novou evangelizaci.

## Dílo
Pavel Zahradníček dává veškeré své dílo k dispozici jako volně šiřitelné. Na svém osobním webu uvádí text: Autor Pavel Zahradníček, držitel autorských práv, souhlasí s jakýmkoliv dalším šířením (kopírováním, vydáváním, elektronickým publikováním, překlady…) textu této publikace nebo jejích částí za předpokladu, že text nebude pozměněn (nebo pokud bude pozměněn, bude to výslovně uvedeno), a bude citován pramen. Na svém osobním webu umožňuje stažení svých děl v kompletní verzi.

### Biblistika
Publikace Kopos. Namáhavá práce v Pavlových listech a ve starověkém kontextu (vydáno v Brně, nakladatelství Petr Veselý, 2004, ISBN 80-239-3974-2). Jde o odbornou práci z oboru novozákonní biblistiky zabývající se určitými aspekty textů apoštola Pavla. Analyzuje to, co souvisí s řeckými výrazy „kopos“ a „kopiaó“, které Pavel používá ve svých listech. Začíná od etymologie, výskytů a významů těchto lexémů ve starověkých textech (oddíl 1) a od popisu starověkých pohledů na práci a námahu (oddíl 2). Následuje výčet a popis elementů, které v Pavlově životě patřily k sumě toho, co on sám označuje slovy „kopos“ a „kopiaó“ (oddíl 3). Po těchto oddílech, které jsou prospěšné pro hlubší porozumění problematice v jejím dobovém kontextu, je provedena syntéza Pavlova pohledu na skutečnosti, které vyjadřuje slovem „kopos“ (oddíl 4). Publikace si všímá i způsobu, jakým byly Pavlovy myšlenky a jeho zkušenosti rozvíjeny a aplikovány ještě v kontextu starověkého křesťanství – v dalších novozákonních textech a ve spisech apoštolských otců (oddíl 5). Obsahuje i aplikaci a aktualizaci získaných poznatků na současnou dobu (oddíl 6).
Scénáře k téměř dvou desítkám vydání rozhlasového pořadu Bible v liturgii vysílaného na Rádiu Proglas. Psal je jako spolupracovník Českého katolického biblického díla s tématy (názvy pořadů) např. Nemoc a zdraví z biblického pohledu, Konec světa podle Nového zákona, Advent, Prorok Eliáš a jeho doba, Narození Ježíše Krista, Kánon Písma svatého, Smysl utrpení nevinného člověka... Pořady jsou vysílány od roku 2002 a až do současnosti (tj. do roku 2010) reprízovány.

### Komiksy
Je autorem scénářů téměř dvou desítek kreslených komiksů s různou tematikou (biblickou, historickou, hagiografickou, ale i pohádkovou nebo dobrodružnou). Vycházely jednotlivě ve Zpravodaji FATYMu a pak souhrnně pod názvem Comicsy pro zábavu i k zamyšlení (ISBN 80-239-9703-3).